# Modibo Sagnan
Modibo Sagnan (Saint-Denis, França, 14 d'abril de 1999) és un futbolista francès. Juga de defensa i el seu equip actual és el FC Utrecht, on hi juga cedit per la Reial Societat.

## Carrera esportiva
Després de començar a formar-se com a futbolista al CS Villetaneuse, finalment en 2012 va marxar a la disciplina del RC Lens. En 2017 va ascendir al segon equip, i només un any després va ascendir al primer equip. Va debutar el 30 de gener de 2018 en un partit contra el FC Sochaux-Montbéliard. El 30 de gener de 2019 va signar per la Reial Societat per quatre milions i mig d'euros, encara que va quedar cedit en el RC Lens fins a final de temporada. Després d'incorporar-se al juliol de 2019 a la Reial Societat, al gener de 2020 va ser cedit al CD Mirandés fins al juny.

## Palmarès
Club
Reial Societat
- Copa del Rei: 2019–20[5][6]